# Dipôle électrostatique
Ne doit pas être confondu avec Dipôle électrique ou Dipôle magnétique.

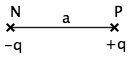
Schéma du dipôle le plus simple qui soit, produit par deux charges électriques opposées

Un dipôle électrostatique se définit par une répartition de charges électriques de somme nulle telles que le barycentre des charges positives ne coïncide pas avec celui des charges négatives. Le dipôle le plus simple est donc un couple de deux charges de signe opposé distantes d'une longueur a non nulle quelconque.  Cette notion est principalement utilisée en électromagnétisme et par suite en chimie où certaines liaisons entre molécules peuvent être expliquées en modélisant ces molécules par un dipôle (liaison hydrogène par exemple).
Un dipôle peut être permanent, par exemple une molécule polaire, ou bien induit, par exemple un nuage électronique qui se déforme sous l'action d'un champ extérieur (comme pour la diffusion Rayleigh).
En physique, on s'intéresse au champ électrique E(r) créé en un point r éloigné du dipôle (on parle alors de dipôle actif). Mais on peut aussi étudier le comportement du dipôle lorsqu'il est placé dans un champ extérieur (on parle alors de dipôle passif).

## Moment dipolaire
Quand un objet possède une charge électrique totale nulle (ce que l'on supposera par la suite), la grandeur qui définit un dipôle électrostatique est son moment dipolaire. Ce moment dipolaire, généralement noté {\displaystyle {\vec {p}}}, {\displaystyle {\vec {d}}} ou {\displaystyle {\vec {\mu }}}, est donné par la formule :
{\displaystyle {\vec {p}}=\sum _{i}q_{i}{\vec {r}}_{i}},
où la somme court sur toutes les charges électriques présentes.
En particulier, en présence de deux charges opposées q et -q, situés aux points repérés par les rayons vecteurs {\displaystyle {\vec {r}}_{1}} et {\displaystyle {\vec {r}}_{2}} respectivement,
{\displaystyle {\vec {p}}=q\,({\vec {r}}_{1}-{\vec {r}}_{2})}.
Pour une liaison entre deux atomes d'électronégativités différentes, il apparaît des charges partielles +δ et -δ, rendant l'atome le plus électronégatif nucléophile et l'autre électrophile. La relation entre le moment dipolaire p et ces charges partielles est :
{\displaystyle p=|\delta e|d}
où d représente la distance entre le centre des noyaux des deux atomes et e représente la charge élémentaire.
Pour une molécule, le moment dipolaire de celle-ci est égal à la somme vectorielle des moments dipolaires de chacune de ses liaisons:
{\displaystyle {\vec {d}}=\sum _{liaisons}{\vec {d}}}
Le moment dipolaire est exprimé en coulombs mètres (C m) ; par mesure de commodité, on l’exprime souvent en debyes (D), dont le facteur de conversion s'écrit :
1 D = 3,335 64 × 10−30 C m.
La principale propriété du moment dipolaire est que quand la charge totale est nulle, sa définition ne dépend pas de l'origine du système de coordonnées choisi. Il s'agit donc d'une quantité intrinsèque.

## Dipôle actif

### Potentiel généré

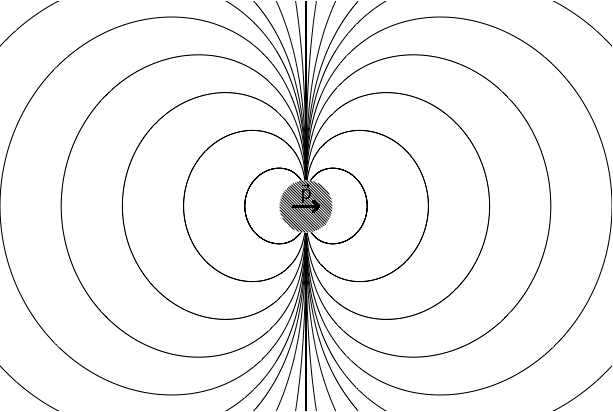
Équipotentielles du dipôle de moment p

Le potentiel électrostatique V(r) créé par le dipôle en r est donné d'après la loi de Coulomb par :
{\displaystyle V({\vec {r}})=\sum _{i}{\frac {q_{i}}{4\pi \varepsilon _{0}}}{\frac {1}{|{\vec {r}}-{\vec {r}}_{i}|}}}.
En pratique, on s'intéresse en général au champ loin du dipôle lui-même, de sorte que l'on peut développer les termes intervenant dans le potentiel. On suppose en outre que le point où est évalué le champ est très éloigné du dipôle. On peut effectuer le développement limité :
{\displaystyle {\frac {1}{|{\vec {r}}-{\vec {r}}_{i}|}}={\frac {1}{r}}-{\vec {r}}_{i}\cdot {\vec {\nabla }}\left({\frac {1}{r}}\right)},
ce qui donne
{\displaystyle {\frac {1}{|{\vec {r}}-{\vec {r}}_{i}|}}={\frac {1}{r}}+{\vec {r}}_{i}\cdot {\frac {\vec {r}}{r^{3}}}}.
On obtient alors la formule suivante :
{\displaystyle V({\vec {r}})=\sum _{i}{\frac {q_{i}}{4\pi \varepsilon _{0}}}\left({\frac {1}{r}}+{\vec {r}}_{i}\cdot {\frac {\vec {r}}{r^{3}}}\right)={\frac {1}{4\pi \varepsilon _{0}}}{\frac {{\vec {d}}\cdot {\vec {r}}}{r^{3}}}},
où le premier terme de la somme est nul en vertu de l'hypothèse que la charge totale est nulle.

### Champ électrique généré

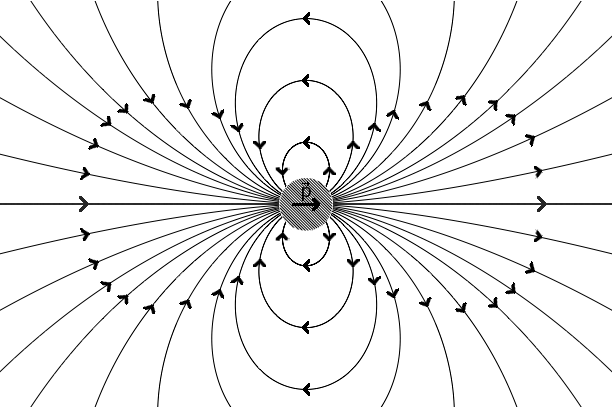
Lignes de champ du dipôle de moment p

La connaissance de V(r) permet de déduire directement le champ électrique E(r) par la formule du gradient :
{\displaystyle {\vec {E}}({\vec {r}})=-{\vec {\nabla }}V={\frac {1}{4\pi \varepsilon _{0}}}\left(3{\vec {r}}{\frac {{\vec {d}}\cdot {\vec {r}}}{r^{5}}}-{\frac {\vec {d}}{r^{3}}}\right)}
On peut remarquer, en notant {\displaystyle {\vec {u}}={\vec {r}}/r},  le vecteur unitaire dans la direction de {\displaystyle {\vec {r}}}, que cette formule fait apparaître la décroissance du champ électrique, en {\displaystyle 1/r^{3}}, soit explicitement :
{\displaystyle {\vec {E}}({\vec {r}})={1 \over 4\pi \epsilon _{0}r^{3}}\left(3({\vec {d}}\cdot {\vec {u}}){\vec {u}}-{\vec {d}}\right)}

## Dipôle passif
Soit un dipôle de moment dipolaire d placé en r où règne un champ extérieur non uniforme E(r). Si le champ n'est pas uniforme, la résultante des forces électrostatiques s'exerçant sur l'ensemble des charges est non nulle, et vaut
{\displaystyle {\vec {F}}=\left.\nabla \left({\vec {d}}\cdot {\vec {E}}\right)\right|_{\vec {r}}} .
De même, le dipôle subit aussi un moment Γ donné par
{\displaystyle {\vec {\Gamma }}={\vec {d}}\wedge {\vec {E}}({\vec {r}})}.
Enfin, dans le cas où le dipole est considéré comme rigide (le moment dipolaire ne dépend pas du champ électrique extérieur), on peut lui associer une énergie potentielle électrique donnée par
{\displaystyle E=-{\vec {d}}\cdot {\vec {E}}({\vec {r}})}.
Ainsi, le dipôle va minimiser son énergie quand il va s'aligner parallèlement au champ.

## Cas non statique
Quand le dipôle est en mouvement non uniforme, ou bien que la distribution de ses charges évolue au cours du temps, le champ électromagnétique qu'il génère prend une forme plus complexe. On peut alors montrer que le dipôle est le siège d'une émission d'énergie appelée rayonnement dipolaire électrique.
En particulier, dans le cas où l’une des charges est fixe et l’autre mobile, on peut appliquer le modèle du dipôle oscillant.